# Bildstrich

Schmalfilm mit Bildstrichen

Der Bildstrich ist die unbelichtete Fläche zwischen den Phasenbildern auf einem Filmstreifen. Er liegt bei jedem Bildformat auf derselben Höhe und gilt als Referenz beim Einfädeln des Films in Kopiermaschine und Filmprojektor; außerdem legt er die Stelle fest, an der Filmschnitte gemacht werden. Bei Schmalfilm, 8-mm-Film, Super 8 ist er sehr schmal, hier stoßen die Einzelbilder fast aneinander und die Klebestellen sind deutlich zu sehen. Auch beim 16-mm-Film reicht die Bildstrichbreite nicht aus, um eine Nassklebestelle aufzunehmen. Bei einer Trockenklebestelle hingegen überdeckt das transparente Klebeband zwei ganze Bilder und der Bildstrich bleibt erhalten. Beim Normalfilm, Academy-Format, ist er hingegen 3 mm breit, damit sind die Nassklebestellen unsichtbar.
Bei Filmkopien wird der Bildstrich oft fälschlicherweise dem 16:9-Formatbalken gleichgesetzt. Dieser ist hingegen optional und hat zur Aufgabe, das nicht zum Bild Gehörige abzudecken. In der Regel ist er schwarz, ärgerlicherweise manchmal weiß (Kopierwerksfehler), damit unter anderem das Bildformat korrekt bestimmt werden kann. Qualitätskopien haben doppelt belichteten Bildstrich, durchgeschwärzt, um Fußtitel aufzunehmen.
In den USA ist das Vollbildfenster sehr beliebt, das nur einen schmalen Bildstrich erzeugt. Die Bildfenstermaske im Kinoprojektor begrenzt das Filmbild auf das gewünschte Seitenverhältnis. Beim Fernsehen hingegen wird fast das gesamte Bild (Normalbild, 4:3 oder 16:9) gezeigt, was dazu führt, dass teilweise Mikrofone sichtbar werden und die Bildkomposition unter Umständen leidet.

## Im Kino
Als „Bildstrich“ oder Versetzer wird auch der Zustand im Kino bezeichnet, wenn dieser sichtbar wird – wenn also der Vorführer nach einem Filmriss oder beim Koppeln der einzelnen Akte sich um ein bis drei Perforationslöcher vertan hat.
Mittels der Höhenverstelleinrichtung oder des Bildfensters im Projektor (geht in vielen Kinos auch ferngesteuert aus dem Saal) kann das temporär korrigiert werden. Da der Versatz bei der nächsten Vorstellung erneut auftreten würde, sollte die Klebestelle davor in Ordnung gebracht werden.